# Синько, Валентин Иванович
Синько Валентин Иванович (23.05.1927 – 09.07.2000). Заслуженный деятель науки Российской Федерации, Академик РАЕН, доктор экономических наук, профессор.
Опубликовал более 160 научных работ по мировой и отечественной экономике, внешней торговле, планированию и организации производства, качеству и конкурентоспособности продукции и др.

## Биография
Синько Валентин Иванович родился в г. Горловке, Донецкой области, в семье боевого командира и учительницы.
Отец – Синько Иван Федорович, уроженец города Харькова, был героем гражданской войны, служил в Красной Армии (1919-1920-х), в 17-й кавалерийской дивизии  Червонного казачества под командованием Григория Ивановича Котовского.  22.06.1941 года по мобилизации ЦК ВКП(б) призван на фронт гвардии майором 67-го гвардейского минометного полка.  Был награждён Орденами Ленина, Красной звезды, Трудового красного знамени, медалями за оборону Кавказа и др.
Мать – Щуклина Вера Захаровна, учитель.
Валентин Иванович окончил Донецкий индустриальный институт в 1949 году и Всесоюзную академию внешней торговли в 1955 году.
С 1949 работал  на машиностроительном  заводе им. С.М. Кирова в г. Горловке, впервые в СССР изобрел автоматическую двухстороннюю сцепку с буфером для шахтных вагонеток.
После завершения учебы  во Всесоюзной Академии внешней торговли работал в Государственном комитете Совета Министров СССР по внешним экономическим связям «ГКЭС»,как представитель этой организации неоднократно выезжал за рубеж, в том числе в Индию, эксперт Европейской экономической комиссии Организации Объединенных Наций.
С 1961 года по 1966 год – главный специалист, заведующий сектором промышленности, заведующий сектором стимулирования повышения качества продукции Научно-исследовательского института планирования и нормативов Госплана СССР, где занимался проблемами стимулирования повышения качества продукции. Это воплотилось в его кандидатскую диссертацию, которую В. И. Синько успешно защитил в НИИПиН.
В 1966 году его направляют в Алжирскую Народную Демократическую Республику, где он работал до 1970 года в качестве советника Президента этой африканской страны по экономическим вопросам.
После возвращения в СССР В. И. Синько возглавил отдел систем управления качеством продукции Всесоюзного Научно-исследовательского института стандартизации (ВНИИС) Госстандарта СССР. Здесь он проработал с 1970 года по 1973 год включительно, решая задачи управления качеством продукции. В связи с созданием в Центральном экономико-математическом институте (ЦЭМИ) Академии Наук СССР лаборатории совершенствования экономического механизма повышения качества продукции В.И. Синько в 1973 году возглавил эту лабораторию, а в 1986 году вместе с её сотрудниками перешел на работу в Институт экономики и прогнозирования научно-технического прогресса Академии Наук СССР.
В 1989 был приглашен на работу в Центральный научно-исследовательский экономический институт (ЦЭНИИ) при Госплане РСФСР ( Минэкономике России) в качестве ведущего научного сотрудника отдела экономических проблем развития промышленности. Обширные знания и  накопленный научный опыт в области экономики качества продукции позволили В. И. Синько в 1991 году успешно защитить докторскую диссертацию в Московском институте народного хозяйства им. Г. В. Плеханова.
Следует отметить и его талант преподавания. Работая в Московском институте электронного машиностроения, а с 1993 года на кафедре «Маркетинг и менеджмент» Московского государственного технического университета «МАМИ», В. И. Синько внес большой вклад в дело преподавания маркетинга и менеджмента в высшей школе.
До последних дней жизни он не прерывал контактов со студентами и аспирантами.
Похоронен на Троекуровском кладбище в Москве.

## Семья
Жена: Синько Валентина Ивановна (Русакова) (1935 г.р.)– инженер химик-технолог.
Сын: Синько Игорь Валентинович (1963 г.р.)- экономист, доктор экономических наук, профессор, Академик РАЕН.

## Научная деятельность
Основными направлениями научной деятельности В.И. Синько были:
- управление качеством промышленной продукции “Экономика” 1967г.
- проблемы экономики качества продукции. Опубликована в 1971 году,издательство "Экономика". (самостоятельная монография объемом 13,9 п.л.).
- организация  контроля  качества продукции в машиностроении “Машиностроение” 1972г.(в соавторстве с Геллером В.Е.).
- применение графических построений в управлении запасами машиностроительных предприятий. Опубликована в 1981 году. Коллективная монография (совместно Е.Г. Козловой, Л.В. Подлевских) объемом 5,5 п.л. (самостоятельно 1,8 п.л.).М. Машиностроение 1981г.
- формирование системы модулей, механизмов и схем управления инвестициями в инновации. Опубликовано в 2002 году (посмертно) коллективная монография (совместно с В.И. Кравцовой, В.А. Васиным, В.А. Невелевым) объемом 19,0 п.л. (самостоятельно  4,8 п.л.).Мировая практика. М.: Изд. Институт Мировой экономики. Учебное издательство “Славянская школа”. 2002. 304 с.